# Fabiano Eller
Fabiano Eller, de son vrai nom de Fabiano Eller dos Santos, est un footballeur brésilien né le 16 novembre 1977 à Linhares (Brésil). Il joue au poste de défenseur central au club Santos FC.

## Carrière
- 1994 - 1995 : Linhares Sport Club ( Brésil)
- 1995 - 2001 : CR Vasco de Gama ( Brésil)
- 2001 - 2002 : SE Palmeiras ( Brésil)
- 2002 - 2004 : CR Flamengo ( Brésil)
- 2004 – 2005 : Al Wakrah Club ( Qatar)
- 2005 – 2005 : Fluminense FC ( Brésil)
- 2005 - 2005 : Trabzonspor ( Turquie)
- 2005 - 2006 : SC Internacional ( Brésil)
- 2006 - 2008 : Atlético de Madrid ( Espagne)
- 2008 - ?? : Santos FC  Brésil

- Il compte une sélection avec l’équipe du Brésil.

## Palmarès
- Champion de l'État de l'Espírito Santo en 1995 avec Linhares Sport Club
- Champion de l'État de Rio de Janeiro en 2004 avec CR Flamengo, 2005 avec Fluminense FC
- Coupe Guanabara en 2004 avec CR Flamengo
- Coupe de Rio de Janeiro en 2005 avec Fluminense FC